# Foho Daalaba
Der Foho Daalaba (kurz Daalaba) ist eine osttimoresische Erhebung im Verwaltungsamt Loes (Gemeinde Liquiçá). Sie hat eine Höhe von 147 m und befindet sich im Westen der Aldeia Irlelo im Suco Guiço. Südlich liegt das Dorf Irlelo und westlich im Suco Gugleur das Dorf Tapomanulu. Nördlich befindet sich der Foho Ebole (184 m).